# Ricardo Barraza
Ricardo Barraza (ur. ? – zm. ?) – argentyński piłkarz, grający podczas kariery na pozycji napastnika.

## Kariera klubowa
Ricardo Barraza podczas piłkarskiej kariery występował w Chacarita Juniors, w którym występował w latach 1932-1938. Ogółem w latach 1932-1938 w lidze argentyńskiej rozegrał 154 spotkania, w których zdobył 44 bramki.

## Kariera reprezentacyjna
W 1935 Barraza uczestniczył w Mistrzostwach Ameryki Południowej, na których Argentyna zajęła drugie miejsce. Na turnieju w Peru był rezerwowym i nie wystąpił w żadnym meczu. Nigdy nie zdołał zadebiutować w reprezentacji Argentyny.